# The Complete Studio Recordings (альбом Led Zeppelin)
| Оценки критиков | Оценки критиков |
| Источник        | Оценка          |
| --------------- | --------------- |
| AllMusic        | [ 1 ]           |

The Complete Studio Recordings — десятидисковый бокс-сет британской рок-группы Led Zeppelin, выпущенный на лейбле Atlantic Records 24 сентября 1993 года. Набор содержит все девять оригинальных студийных альбомов группы, прошедших через процедуру цифрового ремастеринга, а также расширенную версию последнего студийного релиза коллектива — Coda. Компакт-диски соединены между собой двухдисковыми буклетами и расположены в хронологическом порядке, за исключением Presence (помещённого между Houses of the Holy и Physical Graffiti) помещённого в пару с Houses of the Holy, чтобы расположить два диска Physical Graffiti вместе.
На диск Coda были добавлены четыре бонус-трека. Это были ранее не издававшаяся песня «Baby Come On Home», появившиеся на сборнике Led Zeppelin Boxed Set 2 (1993), наряду с ранее неизданными треками, появившимися в бокс-сете 1990 года: «Traveling Riverside Blues» и «White Summer/Black Mountain Side», наряду с би-сайдом сингла «Immigrant Song» «Hey, Hey, What Can I Do?». Эта расширенная версия Coda, созданная специально для бокс-сета, в 2007 году была выпущена в цифровом виде вместе с полной дискографией Led Zeppelin, но без трека «Traveling Riverside Blues», поскольку он уже фигурировал в концертном альбоме BBC Sessions (1997).
Также бокс-сет содержит буклет с расширенным эссе рок-журналиста Кэмерона Кроу и фотографиями группы. На обложке сборника изображена внутренняя структура дирижабля.
Выпуск бокс-сета был прекращён незадолго до выхода компиляции Mothership, впоследствии он был заменён на схожий по структуре 12-ти дисковый сборник Led Zeppelin Definitive Collection, выпущенный в сентябре 2008 года.

## Список композиций
| №  | Название                   | Автор(ы)                                          | Длительность |
| -- | -------------------------- | ------------------------------------------------- | ------------ |
| 1. | «Good Times Bad Times»     | Джон Бонем Джон Пол Джонс Джимми Пейдж            | 2:47         |
| 2. | «Babe I'm Gonna Leave You» | Энн Бредон Пейдж Роберт Плант                     | 6:41         |
| 3. | «You Shook Me»             | Вилли Диксон Дж. Б. Ленойр                        | 6:30         |
| 4. | «Dazed and Confused»       | Пейдж (источником вдохновения послужил Джек Холмс | 6:27         |
| 5. | «Your Time Is Gonna Come»  | Джонс Пейдж                                       | 4:41         |
| 6. | «Black Mountain Side»      | Пейдж                                             | 2:13         |
| 7. | «Communication Breakdown»  | Бонем Джонс Пейдж                                 | 2:30         |
| 8. | «I Can't Quit You Baby»    | Диксон                                            | 4:43         |
| 9. | «How Many More Times»      | Бонем Джонс Пейдж                                 | 8:28         |

| №  | Название                                  | Автор(ы)                       | Длительность |
| -- | ----------------------------------------- | ------------------------------ | ------------ |
| 1. | «Whole Lotta Love»                        | Бонем Диксон Джонс Пейдж Плант | 5:34         |
| 2. | «What Is and What Should Never Be»        | Пейдж Плант                    | 4:47         |
| 3. | «The Lemon Song»                          | Бонем Джонс Пейдж Плант        | 6:22         |
| 4. | «Thank You»                               | Пейдж Плант                    | 4:50         |
| 5. | «Heartbreaker»                            | Бонем Джонс Пейдж Плант        | 4:15         |
| 6. | «Living Loving Maid (She's Just a Woman)» | Пейдж Плант                    | 2:40         |
| 7. | «Ramble On»                               | Пейдж Плант                    | 4:36         |
| 8. | «Moby Dick»                               | Бонем Джонс Пейдж              | 4:22         |
| 9. | «Bring It On Home»                        | Пейдж Плант                    | 4:20         |

| №   | Название                     | Автор(ы)                                          | Длительность |
| --- | ---------------------------- | ------------------------------------------------- | ------------ |
| 1.  | «Immigrant Song»             | Пейдж Плант                                       | 2:26         |
| 2.  | «Friends»                    | Пейдж Плант                                       | 3:55         |
| 3.  | «Celebration Day»            | Джонс Пейдж Плант                                 | 3:29         |
| 4.  | «Since I've Been Loving You» | Джонс Пейдж Плант                                 | 7:25         |
| 5.  | «Out on the Tiles»           | Бонем Пейдж Плант                                 | 4:08         |
| 6.  | «Gallows Pole»               | народная, аранжировка выполнена Пейджем и Плантом | 4:58         |
| 7.  | «Tangerine»                  | Пейдж                                             | 3:12         |
| 8.  | «That's the Way»             | Пейдж Плант                                       | 5:39         |
| 9.  | «Bron-Y-Aur Stomp»           | Джонс Пейдж Плант                                 | 4:20         |
| 10. | «Hats Off to (Roy) Harper»   | народная, аранжировка выполнена Чарльзем Обскуром | 3:42         |

| №  | Название                 | Автор(ы)                       | Длительность |
| -- | ------------------------ | ------------------------------ | ------------ |
| 1. | «Black Dog»              | Джонс Пейдж Плант              | 4:57         |
| 2. | «Rock and Roll»          | Бонем Джонс Пейдж Плант        | 3:40         |
| 3. | «The Battle of Evermore» | Пейдж Плант                    | 5:52         |
| 4. | «Stairway to Heaven»     | Пейдж Плант                    | 8:02         |
| 5. | «Misty Mountain Hop»     | Джонс Пейдж Плант              | 4:38         |
| 6. | «Four Sticks»            | Пейдж Плант                    | 4:46         |
| 7. | «Going to California»    | Пейдж Плант                    | 3:31         |
| 8. | «When the Levee Breaks»  | Джонс Мемфис Минни Пейдж Плант | 7:07         |

| №  | Название                      | Автор(ы)                | Длительность |
| -- | ----------------------------- | ----------------------- | ------------ |
| 1. | «The Song Remains the Same»   | Пейдж Плант             | 5:32         |
| 2. | «The Rain Song»               | Пейдж Плант             | 7:39         |
| 3. | «Over the Hills and Far Away» | Пейдж Плант             | 4:50         |
| 4. | «The Crunge»                  | Бонем Джонс Пейдж Плант | 3:17         |
| 5. | «Dancing Days»                | Пейдж Плант             | 3:43         |
| 6. | «D'yer Mak'er»                | Бонем Джонс Пейдж Плант | 4:23         |
| 7. | «No Quarter»                  | Джонс Пейдж Плант       | 7:00         |
| 8. | «The Ocean»                   | Бонем Джонс Пейдж Плант | 4:31         |

| №  | Название                  | Автор(ы)                | Длительность |
| -- | ------------------------- | ----------------------- | ------------ |
| 1. | «Achilles Last Stand»     | Пейдж Плант             | 10:25        |
| 2. | «For Your Life»           | Пейдж Плант             | 6:24         |
| 3. | «Royal Orleans»           | Бонем Джонс Пейдж Плант | 2:58         |
| 4. | «Nobody's Fault but Mine» | Пейдж Плант             | 6:27         |
| 5. | «Candy Store Rock»        | Пейдж Плант             | 4:11         |
| 6. | «Hots On for Nowhere»     | Пейдж Плант             | 4:43         |
| 7. | «Tea for One»             | Пейдж Плант             | 9:27         |

| №  | Название              | Автор(ы)                | Длительность |
| -- | --------------------- | ----------------------- | ------------ |
| 1. | «Custard Pie»         | Пейдж Плант             | 4:13         |
| 2. | «The Rover»           | Пейдж Плант             | 5:37         |
| 3. | «In My Time of Dying» | Бонем Джонс Пейдж Плант | 11:05        |
| 4. | «Houses of the Holy»  | Пейдж Плант             | 4:02         |
| 5. | «Trampled Under Foot» | Джонс Пейдж Плант       | 5:37         |
| 6. | «Kashmir»             | Бонем Пейдж Плант       | 8:32         |

| №  | Название              | Автор(ы)                                       | Длительность |
| -- | --------------------- | ---------------------------------------------- | ------------ |
| 1. | «In the Light»        | Джонс Пейдж Плант                              | 8:46         |
| 2. | «Bron-Yr-Aur»         | Пейдж                                          | 2:06         |
| 3. | «Down by the Seaside» | Пейдж Плант                                    | 5:13         |
| 4. | «Ten Years Gone»      | Пейдж Плант                                    | 6:32         |
| 5. | «Night Flight»        | Джонс Пейдж Плант                              | 3:36         |
| 6. | «The Wanton Song»     | Пейдж Плант                                    | 4:07         |
| 7. | «Boogie with Stu»     | Бонем Джонс Пейдж Плант Иэн Стюарт Ричи Валенс | 3:53         |
| 8. | «Black Country Woman» | Пейдж Плант                                    | 4:24         |
| 9. | «Sick Again»          | Пейдж Плант                                    | 4:42         |

| №  | Название             | Автор(ы)          | Длительность |
| -- | -------------------- | ----------------- | ------------ |
| 1. | «In the Evening»     | Джонс Пейдж Плант | 6:49         |
| 2. | «South Bound Saurez» | Джонс Плант       | 4:12         |
| 3. | «Fool in the Rain»   | Джонс Пейдж Плант | 6:12         |
| 4. | «Hot Dog»            | Пейдж Плант       | 3:17         |
| 5. | «Carouselambra»      | Джонс Пейдж Плант | 10:32        |
| 6. | «All My Love»        | Джонс Плант       | 5:51         |
| 7. | «I'm Gonna Crawl»    | Джонс Пейдж Плант | 5:30         |

| №   | Название | Автор(ы)                | Длительность |
| --- | --- | ----------------------- | ------------ |
| 1.  | «We're Gonna Groove»                                                                                                  | Джеймс Бети Бен Кинг    | 2:40         |
| 2.  | «Poor Tom» | Пейдж Плант             | 3:03         |
| 3.  | «I Can't Quit You Baby»                                                                                               | Диксон                  | 4:17         |
| 4.  | «Walter's Walk» | Пейдж Плант             | 4:31         |
| 5.  | «Ozone Baby» | Пейдж Плант             | 3:35         |
| 6.  | «Darlene» | Бонем Джонс Пейдж Плант | 5:06         |
| 7.  | «Bonzo's Montreux» | Бонем                   | 4:17         |
| 8.  | «Wearing and Tearing»                                                                                                 | Пейдж Плант             | 5:31         |
| 9.  | «Baby Come On Home» (recorded 1968, appeared on Boxed Set 2, 1993)                                                    | Бернс Пейдж Плант       | 4:30         |
| 10. | «Travelling Riverside Blues» (recorded 1969, appeared on Boxed Set, 1990, and BBC Sessions, 1997)                     | Джонс Пейдж Плант       | 5:11         |
| 11. | «White Summer/Black Mountain Side» (recorded live in June 1969, appeared on Boxed Set, 1990)                          | Пейдж                   | 8:01         |
| 12. | «Hey, Hey, What Can I Do» (recorded 1970, b-side to "Immigrant Song" single, 1970 / also appeared on Boxed Set, 1990) | Бонем Джонс Пейдж Плант | 3:55         |

## Сертификация
| Регион                                                      | Сертификация  | Продажи  |
| ----------------------------------------------------------- | ------------- | -------- |
| США (RIAA)                                                  | 2× Платиновый | 200 000^ |
| ^ Данные о тиражах приведены только на основе сертификации. |               |          |

## История релиза
| Страна            | Дата             | Лейбл            | Формат                  | № Каталога |
| ----------------- | ---------------- | ---------------- | ----------------------- | ---------- |
| Соединённые Штаты | 24 сентября 1993 | Atlantic Records | Компакт-диск (бокс-сет) | 82526      |

## Участники записи
Led Zeppelin
- Джон Бонем — ударные, перкуссия
- Джон Пол Джонс — бас-гитара, клавишные, мандолина
- Джимми Пейдж — акустическая и электро гитары, продюсирование
- Роберт Плант — вокал, губная гармоника

Дополнительные музыканты
- Сэнди Денни — вокал в треке «The Battle of Evermore»
- Вирам Джасани[англ.] — табла в треке «Black Mountain Side»
- Иэн Стюарт — фортепиано в треках «Rock and Roll» и «Boogie with Stu»

Технический персонал
- Ив Бове — продюсирование
- Чак Бойд — фотографии
- Питер Корристон[англ.] — дизайн и концепция упаковки
- Кэмерон Кроу — аннотация к альбому
- Ричард Кример — фотографии
- Джим Камминс — фотографии
- Майк Дауд — дизайн
- Крис Дрэя — фотографии
- Эллиотт Эрвитт — фотографии
- Бернард Патрик Фэллонн[англ.] — фотографии
- Питер Грант — исполнительный продюсер
- Джефф Гриффин — продюсирование
- Джордж Харди[англ.] — дизайн обложки
- Рой Харпер — фотографии
- Дэвид Джунипер — изображения и дизайн
- Джордж Марино — ремастеринг и цифровой ремастеринг
- Джим Маршалл — фотографии
- Барри Пламмер — фотографии
- Нил Престон — фотографии
- Майкл Патлэнд — фотографии
- Зэл Шрайбер — редактирование
- Эрик Спиллман — художественный руководитель и дизайн
- Джей Томпсон — фотографии
- Нил Злозовер — фотографии